# Muzyka do biegania
Muzyka do biegania – seria kompilacji od wydawnictwa muzycznego My Music przeznaczonych dla entuzjastów biegania. Albumy zawierają również materiały informacyjne nt. treningów i właściwej diety podczas uprawiania joggingu i stylu życia fitness. Do tej pory, od 2013 r., ukazały się 3 albumy.

## Muzyka do biegania (30 utworów + Training Guide) 2013
Pierwszy album serii wydany w lipcu 2013, zawierający 30 utworów muzyki dance.

### Lista utworów[2]
1. Roberto Bedross feat. Agata - "U (Original Mix)"
2. Daniel Bovie ft Sandrine - "Big Mountain (12" Extended Mix)"
3. House Republic - "About You"
4. Morena & Tom Boxer feat. Sirreal - "Summertime"
5. Karmin Shiff ft. Willy William - "Morosita (Extended Version)"
6. Slazy - "Hollywood (Club Mix)"
7. Taito feat. Kelli Leigh & Renald - "Party Night (Movetown Remix Edit)"
8. System & Berry Cake feat. Kasia Garłukiewicz - "Never Give Up (Nexboy Remix)"
9. South Blast! feat. Alina - "Amber (Gordon & Doyle Remix)"
10. Tom Riviera - "Funky Hearts (Extended Mix)"
11. Tale & Dutch feat. Adassa - "Dancing Alone (Extended Mix)"
12. DJ Rebel & Robert Abigail feat. M.O. - "Culo! (Extended Mix)"
13. Buyas & Pelka - "Summer (Club Edit)"
14. Tony S & M.A.B. feat. Anna Montgomery - "If It's Right (Extended Mix)"
15. Paul Dave feat. Jonny Rose & Chris Reeder - "Party Like an Animal (CJ Stone Remix)"
16. Damon Paul feat. Patricia Banks - "The Sun Always Shines on TV (Bodybangers Remix)"
17. Paolo Noise feat. LeRoy Bell - "Miss Me (Taito Tikaro & Flavio Zarza Remix)"
18. Dreamer & Hypnotic - "Children of the Sun"
19. Hill & Gordon feat. Joanna Siwik - "Don't Stop (Extended Mix)"
20. Pesho & KC Nwokoye - "Higher"
21. Dida - "Reason (Extended)"
22. DJ Kuba & Ne!tan feat. Nicco - "Body Move (Jump!) (Gordon & Doyle Remix)"
23. Slashlove & Showtime - "Tonight (Extended Mix)"
24. Fallander feat. Anna Montgomery - "All"
25. Chris Memo, Timo & Dicca - "On My Own (Summer Mix)"
26. Cantarutti & Finn - "Out of Touch (Sean Finn Remix)"
27. House Republic - "Trapped"
28. Mafia Mike & Asia Ash - "Hello Hello (Wutes Remix)"
29. Tom Forester & Kava Groove - "Prozak (Original Mix)"
30. Polina Griffith & Johnny Bravo - "Holding Us"

## Muzyka do biegania 2 (36 utworów + Training Guide)
Drugi album z serii "Muzyka do biegania" z 36 utworami przygotowany z Mateuszem Jasińskim, twórcą portalu TrenerBiegania.pl.

### Lista utworów[3]
1. Ben Westbeech - "Something for the Weekend"
2. PH Electro - "Englishman in New York"
3. DJ Antoine vs Timati feat. Kalenna - "Welcome to St. Tropez (DJ Antoine vs Mad Mark Remix)"
4. 3R - "Black Cherry"
5. Remady P&R - "No Superstar"
6. Avicii - "Fade into Darkness"
7. Robert M feat. Nicco - "Dance Hall Track"
8. Geo Da Silva & Saftik - "Hey Mr. DJ Get Up"
9. DJ Fresh ft. Sian Evans - "Louder"
10. DJ Fresh ft. Rita Ora - "Hot Right Now"
11. Tacabro - "Tacatà"
12. Serebro - "Mama Ljuba"
13. Zoë Badwi & Zoot - "Freefallin'"
14. David Bas feat. July Cruise - "Party Right Now"
15. Magic & Nolbert - "Never Say Goodbye"
16. 3R - "Shine on"
17. Remady feat. Manu-L - "Give Me a Sign"
18. Matush - "Latino Laif 2011"
19. Ministers De La Funk feat. Jocelyn Brown - "Believe 2010 (Antoine Clamaran & S.Vee & Emte)"
20. DJ Kuba & Ne!tan feat. Anna Montgomery - "Take It to the Top"
21. Sak Noel - "Loca People"
22. Kalwi & Remi feat. Amanda Wilson - "You & I"
23. The Nycer feat. Deeci - "Losing Control"
24. DJ Kuba & Ne!tan feat. Flip Da Scrip - "Party Hard"
25. 3R - Over & Over
26. Asia Ash feat. Remo - "Brighter"
27. Junior Caldera feat. Sophie Ellis Bextor - "Can't Fight This Feeling"
28. Avicii & Sebastien Drums - "My Feelings for You"
29. Goodwill & Hook N Sling - "Take You Higher"
30. Michael Canitrot & Ron Carroll - "When You Got Love"
31. Move Town - "Girl You Know It's True"
32. Remady feat. Craig David - "Do It on My Own"
33. Kalwi & Remi feat. Mr. X - "Girls"
34. Chuckie & LMFAO - "Let the Bass Kick in Miami Bitch"
35. DafHouse & Miami Inc. - "Set You Free 2013"
36. Darius & Finlay feat. Carlprit & Nicco - "Do It All Night 2k12"
37. Remo - "Do biegania mix 2"

## Muzyka do biegania (30 utworów + Training Guide) 2014
– trzeci w serii, dwupłytowy album składankowy z 30 utworami muzyki pop - dance, wydany we wrześniu 2014. Na liście OLiS zadebiutował na pierwszym miejscu zestawienia.

### Lista utworów

#### CD 1
1. Claydee - "Sexy Papi"
2. DJ Samuel Kimko’ - "La Zumbera"
3. Remo & Marco - "Happy People"
4. Move Town - "Girl You Know Its True"
5. The Nycer Feat Deeci - "Losing Control"
6. Sak Noel - "Loca People"
7. AM2PM - "So Bad ( DJ Tonka Edit)"
8. Las Balkanieras - "Fatima (Miss Fatty Balkan Cover)"
9. Faydee - "Can't Let Go"
10. Chef' Special - "In Your Arms"
11. Daniel Bovie feat. Sandrine - "Big Mountain"
12. Mafia Mike i Asia Ash - "Hello Hello"
13. Tacabro feat. Prado-Grau vs. Orchestra Bagutti - "Tic Tic Ta"
14. Serebro – "Mi Mi Mi"
15. Tom Boxer & Morena feat. Sirreal – "Summertime"

#### CD 2
1. Junior Caldera feat. Sophie Ellis Bextor - "Can't Fight This Feeling"
2. DJ Samuel Kimko' - "Boom2Boom"
3. Sailor & I - "Tough Love (M A N I K Summer Skeleton Mix)"
4. Asia Ash - "Move Over"
5. Tom Boxer & Morena feat. Juliana Pasini - "Vamos a bailar"
6. Tacabro vs. DJ Matrix feat. Kenny Ray - "I Love Girls"
7. Miqro - "Insane Love"
8. DJ Fresh ft. Sian Evans - "Louder"
9. Tacabro - "Tacatà"
10. Serebro - "Mama Ljuba"
11. Zoë Badwi & Zoot - "Freefallin'"
12. Chuckie & LMFAO - "Let the Bass Kick in Miami Bitch"
13. Ron Adams - "Teleskop"
14. Bermuda Twoangle - "Tequila Bomb"
15. Guena LG feat. Bryan Rice - "Stay Awake"